# Lathyrus coerulescens
Lathyrus coerulescens är en ärtväxtart som beskrevs av Pierre Edmond Boissier och Georges François Reuter. Lathyrus coerulescens ingår i släktet vialer, och familjen ärtväxter. Inga underarter finns listade i Catalogue of Life.